# F. D. C. 윌러드

F. D. C. 윌러드의 초상

펠리스 도메스티쿠스 체스터 윌러드(Felis Domesticus Chester Willard, 1968년 ~ 1982년) 또는 F. D. C. 윌러드(F. D. C. Willard)는 미국 미시간 주립 대학교 소속 물리학자인 잭 헤더링턴(Jack H. Hetherington)이 키우던 시암고양이인 체스터(Chester)가 사용했던 필명이다. 미국 미시간주 잉햄군 홀트 비법인지구에서 태어났다.
1975년 헤더링턴은 학술지 피지컬 리뷰에 저온물리학에 관한 자기 연구 성과를 논문으로 투고하려고 했는데, 투고 전에 원고를 점검해준 동료가 헤더링턴이 "나(I)"를 사용해야 할 곳에 "우리(We)"라는 말을 사용했다는 점을 지적했다. 수정이 귀찮았던 헤더링턴은 자기 고양이를 공저자로 올렸는데, 이것이 바로 설치류 포식 컨설턴트(Rodentia Predation Consultant)이자 물리학자인 소위 F. D. C. 윌러드 박사다.
1980년에는 프랑스의 대중과학잡지 《라 르셰르슈》(La Recherche)에 이번에는 체스터 단독 명의로 기고문이 올라갔다. 체스터는 1982년 사망했고, 그 이후 F. D. C. 윌러드는 학술계에서 자취를 감추었다.

## 배경

체스터의 서명

F. D. C. 윌러드 명의로 발표된 최초의 논문은 1975년에 《피지컬 리뷰》에 투고한 "Two-, Three-, and Four-Atom Exchange Effects in bcc ³He" 로, 잭 헤더링턴과 F. D. C. 윌러드의 공저품이었다. 논문의 내용은 헬륨 동위원소 ³He가 등축정 결정계의 고체 상태로 존재함에 관한 것이었다.
잭 헤더링턴은 고양이를 제2저자로 삼은 이유를, 본래 논문의 1인칭 대명사들을 단수가 아닌 복수로 쓰는 실수를 저질렀고, 《피지컬 리뷰》의 편집자들이 이러한 형식에 대하여 저자가 최소 두 명 이상일 경우에만 허용했기 때문이라고 설명했다. 논문의 처음부터 끝까지 복수대명사들을 찾아서 단수대명사로 바꾸느니 귀찮았던 헤더링턴은 제2저자를 "만들어 내기로" 했다. 그래서 그는 "F. D. C. 윌러드"라는 제2저자를 만들어냈고, 여기서 F.D. 라는 이니셜은 집고양이의 학명인 "펠리스 도메스티쿠스"를 의미하는 것이다. C. 는 고양이 이름 "체스터"이고, "윌러드"는 콜로라도주 애스펀에 살던 시암고양이로, 다름 아닌 체스터의 아비고양이였다.

## 뒷일

문제의 논문

논문의 발행본을 받아본 헤더링턴은 체스터의 앞발을 잉크에 담그고 그것을 도장처럼 찍어서 이것이 "F. D. C. 윌러드"의 서명이라고 제출했다. 그리하여 두 명의 저자의 "서명"이 된 논문 10여 부가 발행되어 동료들에게 발송되었다.
헤더링턴의 논문은 상당히 우수한 것으로서 여러 차례 피인용되었기 때문에, 자연히 공저자도 같이 유명해지게 되었다. 미시간 주립 대학교의 헤더링턴의 사무실에 전화가 왔을 때 헤더링턴이 부재 중이자 전화 건 쪽이 공저자 윌러드 박사를 바꿔달라고 하는 해프닝이 일어나기도 했다. 그 뒤 F. D. C. 윌러드는 각주들에서 여러 번 등장하면서 “유용한 의논” 및 의사소통에 관한 기여를 감사받았다. 심지어는 교수직을 제안받기도 했다.
1978년, 프랑스 그르노블에서 개최된 제15회 국제저온물리학회는 "윌러드 박사"가 그전까지 어떠한 학회에도 참여한 바 없었기 때문에 그를 학회에 초청했다. 그러나 학회 참여자 중 한 명이 F. D. C. 윌러드의 정체가 아마 고양이일 것이라고 증언하여 초청은 철회되었다.
1980년 프랑스의 대중과학잡지 《라 르셰르슈》(La Recherche)에 F. D. C. 윌러드 명의의 두 번째 글이 올라왔다. 이번에는 단독 저자였다. 이 경우는 기사 내용의 특정 세부사항에 동의할 수 없었던 실제 저자들 중 한 명이 가명을 사용하여, 만일의 오류가 발생했을 경우 그 책임이 F. D. C. 윌러드에게 돌아가게 만들려고 한 장난질이었다. 이 글의 주제도 ³He였고, 이번에는 ³He의 반강자성에 대해 다룬 글이었다.
고양이 체스터는 1982년 미국 미시간주 잉햄군 해슬렛 비법인지구에서 사망했다. 1968년에 태어났기에 나이는 만 14세였고, 인간 나이로 환산하면 72세 정도이다.
이런 역사로 인해 F. D. C. 윌러드는 "유명한 고양이"를 꼽을 때면 자주 목록에 이름이 오른다. 미국 물리학회(APS)는 2014년 만우절 장난으로 앞으로 고양이가 쓴 논문(당연히 헤더링턴과 윌러드가 1975년에 쓴 것을 포함)은 무제한 열람이 가능하다고 발표했다.

## 같이 보기
- 폴리 매칭거